# Anthony Valencia
Anthony Lenin Valencia Bajaña (Guayaquil, 21 de julio de 2003) es un futbolista ecuatoriano. Juega de centrocampista y su equipo actual es el Royal Antwerp de la Primera División de Bélgica.

## Trayectoria
Inició en las formativas de las Escuelas de Fútbol de la Prefectura del Guayas sub-10 en el 2013. En el 2015 pasó al   Deportivo Azogues, en la categoría sub-12. En 2017 pasó a las juveniles del Independiente del Valle, empezó desde la sub-14 y recorrió todas las categorías, la sub-16, sub-18, reserva y finalmente en el primer equipo. En 2022 tuvo su debut en la máxima división del fútbol ecuatoriano, fue el 6 de marzo de 2022 ante Sociedad Deportiva Aucas, partido válido por la tercera fecha de la LigaPro y que terminó con victoria de los rayados del valle por 1-0, Anthony ingresó a los 82 minutos por Jonatan Bauman.
Entre 2020 y 2021 tuvo un paso la filial de Independiente, el Independiente Juniors, donde disputó varios partidos de la Serie B de Ecuador, fue en 2020 donde tuvo su debut en el fútbol profesional y en total marcó cinco goles en su paso por el juniors; el primero de ellos fue el 28 de septiembre de 2020 en la novena fecha del torneo de Serie B en la victoria 3-1 ante Manta Fútbol Club en el estadio Jocay, marcó el tercer gol en aquel encuentro.
El 8 de junio de 2022 fue oficializada su transferencia al Royal Antwerp Football Club de la Primera División de Bélgica por las próximas cuatro temporadas.

## Selección nacional

### Selección absoluta
Fue convocado por Sebastián Beccacece a la selección absoluta para disputar la doble fecha de las eliminatorias para el Mundial de Canadá, Estados Unidos y México 2026 de septiembre de 2024 ante Brasil y Perú.

#### Participaciones en eliminatorias mundialistas
| Mundial            | Sede            | Resultado   | Partidos | Goles |
| ------------------ | --------------- | ----------- | -------- | ----- |
| Eliminatorias 2026 | América del Sur | Clasificado | 0        | 0     |

## Estadísticas

### Clubes
Actualizado al último partido disputado el 22 de febrero de 2025.
| Club                              | Div.          | Temporada     | Liga  | Liga  | Copas nacionales | Copas nacionales | Copas internacionales | Copas internacionales | Total | Total |
| Club                              | Div.          | Temporada     | Part. | Goles | Part.            | Goles            | Part.                 | Goles                 | Part. | Goles |
| --------------------------------- | ------------- | ------------- | ----- | ----- | ---------------- | ---------------- | --------------------- | --------------------- | ----- | ----- |
| Independiente Juniors · Ecuador   | 2.ª           | 2020          | 10    | 2     | Inexistentes     | Inexistentes     | Inexistentes          | Inexistentes          | 10    | 2     |
| Independiente Juniors · Ecuador   | 2.ª           | 2021          | 18    | 3     | Inexistentes     | Inexistentes     | Inexistentes          | Inexistentes          | 18    | 3     |
| Independiente Juniors · Ecuador   | Total club    | Total club    | 28    | 5     | 0                | 0                | 0                     | 0                     | 28    | 5     |
| Independiente del Valle · Ecuador | 1.ª           | 2022          | 2     | 0     | —                | —                | 1                     | 0                     | 3     | 0     |
| Independiente del Valle · Ecuador | Total club    | Total club    | 2     | 0     | 0                | 0                | 1                     | 0                     | 3     | 0     |
| Royal Antwerp F. C. II · Bélgica  | 3.ª           | 2022-23       | 1     | 0     | —                | —                | —                     | —                     | 1     | 0     |
| Royal Antwerp F. C. II · Bélgica  | 3.ª           | 2023-24       | 4     | 0     | —                | —                | —                     | —                     | 4     | 0     |
| Royal Antwerp F. C. II · Bélgica  | Total club    | Total club    | 5     | 0     | 0                | 0                | 0                     | 0                     | 5     | 0     |
| Royal Antwerp F. C. · Bélgica     | 1.ª           | 2022-23       | 10    | 1     | 1                | 0                | 3                     | 1                     | 14    | 2     |
| Royal Antwerp F. C. · Bélgica     | 1.ª           | 2023-24       | 8     | 0     | 0                | 0                | 3                     | 0                     | 11    | 0     |
| Royal Antwerp F. C. · Bélgica     | 1.ª           | 2024-25       | 26    | 2     | 3                | 2                | —                     | —                     | 29    | 4     |
| Royal Antwerp F. C. · Bélgica     | Total club    | Total club    | 44    | 3     | 4                | 2                | 6                     | 1                     | 54    | 6     |
| Total carrera                     | Total carrera | Total carrera | 79    | 8     | 4                | 2                | 7                     | 1                     | 90    | 11    |
| 1. 2.                             |               |               |       |       |                  |                  |                       |                       |       |       |

## Palmarés

### Campeonatos nacionales
| Título                      | Club                | País    | Año  |
| --------------------------- | ------------------- | ------- | ---- |
| Copa de Bélgica             | Royal Antwerp F. C. | Bélgica | 2023 |
| Primera División de Bélgica | Royal Antwerp F. C. | Bélgica | 2023 |
| Supercopa de Bélgica        | Royal Antwerp F. C. | Bélgica | 2023 |